# Monacká vlajka

Monacká vlajka
Poměr stran: 4:5 nebo 2:3

Vlajka Monaka má dva vodorovné pruhy, červený a bílý, jejichž barvy jsou odvozené z barev znaku knížat z rodu Grimaldi, známých už roku 1339. Vlajka byla vytvořená roku 1815, definitivně schválená roku 1881 a dnes je svým vzhledem totožná s vlajkou indonéskou, proti jejímuž zavedení roku 1945 Monako protestovalo.
Existuje také alternativní červeno-bíle routovaná vlajka, která vychází z monackého státního znaku. Vlajka je poměrně starobylá, užívala se především v 17. století, a je spojena s rodinou Grimaldiů. I dnes se příležitostně používá jako doplňková vlajka, ale není nijak oficiálně definována.

Rozměry monacké vlajky
Monacká routovaná vlajka
Monacký státní znak